# Црква Светих апостола Петра и Павла у Доњем Вртогошу
Црква Светих апостола Петра и Павла у Доњем Вртогошу, насељеном месту на територији града Врања, православни је храм који припада Епархији врањској Српске православне цркве.
Првобитна црква посвећена Светим апостолима Петру и Павлу настала је, на основу зидног сликарства у олтару, крајем 16. и почетком 17. века. Ова црква срушена је после Аустро-турског рата, 1689 — 1690. године, у знак одмазде Турака.
У натпису на икони, која се налази на вратима кроз која се улази у проскомидију, може се прочитати година 1866. и име сликара, Зафир Василович. На иконостасу има 17 икона. Поправка иконостаса извршена је 1909 — 1910. године када су, према очуваним записима, приложене остале иконе. Икона пронађена на тетраподу, са представом патрона цркве Светих апостола Петра и Павла, потиче из 1860. године и рад је познатог иконописца Диче Зографа, који је живописао Саборну цркву у Врању.
Храм је једнобродна грађевина, а ниво пода цркве је за пет степеника спуштен у односу на ниво тла. Са јужне стране храма налази се звоник, саграђен 1935. године.
Црква је обновљена после ослобођења Србије од Турака, 1878. године. Реновирана је 2005 — 2006. године, сређена је трпезарија-капела и уређена крстионица. Храмовна слава је Петровдан, а о Спасовдану се врши литија кроз село.